# Raoul Brisebarre
 (juin 2025).
Raoul Brisebarre, mort après 1265, est seigneur de Blanchegarde, dans le royaume de Jérusalem. Il est le fils unique de Gilles Brisebarre, seigneur de Blanchegarde, et de son épouse Agnès de Lairon, nièce d'Aymar de Lairon, seigneur de Césarée.
Son père meurt peu après 1220 et il lui succède comme nouveau seigneur de Blanchegarde. 
Il épouse Isabelle d'Haïfa, fille de Rohard II d'Haïfa, seigneur d'Haïfa, et de son épouse Aiglantine de Nephim, avec qui il a huit enfants :
- Gautier Brisebarre, qui épouse Agnès l'Aleman, fille de Gilles l'Aleman et de son épouse Alix, avec qui il a une fille ;
- Thomas Brisebarre, qui épouse Agnès de Flory, fille de Jean de Flory, maréchal de Tibériade, et de son épouse, avec qui il a deux enfants : Raoul et Isabelle ;
- Jean Brisebarre, cité des les Lignages d'Outremer ;
- Nicolas Brisebarre, cité des les Lignages d'Outremer ;
- Étiennette Brisebarre, citée des les Lignages d'Outremer ;
- Agnès Brisebarre, qui épouse Thomas l'Aleman, fils de Jean l'Aleman et de son épouse Marguerite Brisebarre, dame-titulaire de Césarée ;
- Marie Brisebarre, qui épouse Balian de Lanelée ;
- Alix Brisebarre, qui épouse Berthelot de Garnier, originaire de Pise.

Le 3 mars 1265, en présence de la Haute cour de Jérusalem, il vend ses terres de Blanchegarde au baron Amaury Barlais, un proche de la Maison de Hohenstaufen et marié à sa cousine. Mais le royaume est conquis par les Mamelouks peu de temps après.
La date de sa mort est inconnue mais survient en 1265 ou après.